# Bônus bebê
Um bônus bebê é um pagamento do governo aos pais de um bebê recém-nascido ou filho adotivo para ajudar nos custos de criação dos filhos.

## Austrália
O governo de Andrew Fisher introduziu um bônus bebê de £ 5 por criança no final de 1912. O bônus estava disponível independentemente do estado civil e também poderia ser recebido por maridos de mulheres que morreram no parto. Enquanto Fisher disse ao parlamento que o objetivo era ajudar as mães em momentos de necessidade, a intenção também era aumentar as taxas de natalidade e sobrevivência infantil no país.
O esquema de bônus bebês foi reintroduzido pelo Governo Federal da Austrália no orçamento de 2002 com o objetivo de compensar as despesas associadas ao nascimento de um filho. O esquema também foi introduzido como meio de aumentar a taxa de fertilidade da Austrália e mitigar os efeitos do envelhecimento da população da Austrália. No orçamento de 2004, o bônus foi aumentado de $ 3.000 a partir de 1º de julho de 2004 para $ 4.000 pagáveis em 2007, mas indexado à inflação de modo que em outubro de 2007, o valor a receber por criança elegível era de $ 4.133. O bônus foi pago de uma só vez a uma instituição financeira designada. A partir de 1 de Janeiro de 2009, o pagamento é efetuado em 13 prestações quinzenais. O valor a receber em janeiro de 2012 era de $ 5.437. O valor a receber em setembro de 2012 é de $ 5.000 em 13 parcelas quinzenais (os pais receberão uma primeira parcela maior de $ 846,20 e 12 parcelas quinzenais de $ 346,15), ou se o bebê morreu ou foi natimorto, os pais podem solicitar o pagamento do Baby Bonus em parcela única em vez de parcelas quinzenais.
No projeto do orçamento federal de 2013, o "bônus bebê" seria reduzido de US$ 5.000,00 para US$ 2.056,45 a partir de 1º de março de 2014. O primeiro filho recém-nascido receberá US$ 2.056,45 e, para cada filho subsequente, um valor limitado de US$ 1.028,15 será enviado.

## Canadá
Um bônus bebê foi introduzido no Canadá após a Segunda Guerra Mundial, pagando $ 5 a $ 8 mensais a todos os pais de crianças menores de 16 anos.
Em 1988, o governo de Quebec introduziu o Allowance for Newborn Children, que pagava até US$ 8.000 a uma família após o nascimento de uma criança.
Em 2008, o Conselho Executivo de Newfoundland and Labrador introduziu o Programa de Benefícios Parentais, que oferecia um montante fixo de US$ 1.000 e pagamentos de US$ 100 para o primeiro ano após o nascimento ou adoção. Expirou em 2016.
Hoje, o Benefício Infantil do Canadá é um dos vários benefícios oferecidos pelo Governo do Canadá.

## República Checa
Atualmente, há um bônus bebê de 13.000 CZK (aprox. 670 USD) para cada primeiro filho nascido de mães de baixa renda. A mãe deve ser cidadã ou residente permanente da República Tcheca.

## França
Um bônus de € 944,51 é pago por cada criança nascida (sem condições de recursos).

## Itália
Atualmente, há um bônus de € 960 (aprox. $ 1.133) para cada criança nascida em família com renda inferior a € 26.000 (aprox. $ 30.700) e € 1.920 (aprox. $ 2.266) para cada criança nascida em família com renda € 7.000 (aprox. $ 8.271).

## Lituânia
Atualmente, há um bônus de € 405 ($ 475) para cada criança na Lituânia.

## Luxemburgo
O sistema de bônus bebês do Luxemburgo está dividido em três fases, conhecidas como allocation prénatale (subsídio pré-natal), allocation de naissance (subsídio de nascimento) e allocation postnatale (subsídio pós-natal). O subsídio é universal e não é sujeito a condição de recursos.
O subsídio total ascende a 1.740,09€, pagos em três montantes de 580,03€ após a conclusão de cada etapa.
O subsídio de pré-natal pode ser requerido após a mulher ter feito 5 exames obstétricos e 1 exame dentário.
O subsídio de nascimento pode ser solicitado após a realização de um exame ginecológico pós-natal. Desta forma, uma mulher cujo bebê natimorto ou morre logo após o nascimento ainda tem direito às duas primeiras partes do bônus do bebê.
O subsídio pós-natal pode ser requerido a partir dos 2 anos de idade e após 6 exames médicos com um pediatra.

## Polônia
Em abril de 2016, o governo do PiS, em resposta às baixas taxas de fecundidade na Polônia, introduziu o programa Família 500+. Para cada segundo filho, os pais recebem 500 PLN (US $ 133) mensalmente até que a criança complete 18 anos. Por exemplo, se uma família tiver três filhos, eles receberão 1000PLN todos os meses até que o filho mais velho complete 18 anos, após o que receberão 500PLN.
Em julho de 2019, o programa Family 500+ foi estendido para incluir 500PLN para o primeiro filho, independentemente da situação econômica da família.

## Rússia
Desde 2020, a Rússia oferece 616.617 RUB (USD 8145,53) para o segundo filho e para cada filho seguinte. O valor é indexado anualmente pela inflação. Isso só pode ser gasto em moradia, educação, saúde ou pensão de mãe.

## Cingapura
A partir de 2022, aqui estão os benefícios oferecidos como parte do esquema Baby Bonus.
| Tipo de incentivos (para primeiro e segundo filho)        | Benefícios |
| --------------------------------------------------------- | --- |
| Bônus bebê (presente em dinheiro)                         | S $ 8.000 para os dois primeiros filhos, $ 10.000 para o terceiro filho e subsequentes                                                             |
| Bônus bebê (concessão do primeiro passo)                  | S$ 3.000 para todas as crianças |
| Bônus bebê (co-poupança CDA)                              | S $ 3.000 para o primeiro filho, $ 6.000 para o segundo filho, $ 9.000 para o terceiro e quarto filho, $ 15.000 para o quinto filho e subsequentes |
| Desconto de imposto de paternidade (PTR)                  | S $ 5.000 para o primeiro filho, $ 10.000 para o segundo filho, $ 20.000 para o terceiro filho e subsequentes                                      |
| Licença Maternidade por filho (pago)                      | 16 semanas, das quais 4 semanas podem ser compartilhadas pelo pai                                                                                  |
| Licença-paternidade por filho (pago)                      | 2 semanas |
| Licença remunerada para cuidados infantis por ano por pai | 6 dias até que ambas as crianças completem 7 ou 2 dias quando as crianças de 7 a 12 anos.                                                          |